# London Calling (singolo)
(The Clash, London Calling)
London Calling è un brano musicale del gruppo punk rock britannico The Clash, estratta dall'omonimo album del 1979, e pubblicata come singolo il 7 dicembre 1979.
Il singolo ottenne un ottimo responso sia dalla critica che dal pubblico.
La canzone è stata scelta come inno delle Olimpiadi di Londra 2012 suscitando alcune polemiche per il significato originale piuttosto macabro.

## Tracce del singolo
Singolo pubblicato precedentemente all'album London Calling, il 7 dicembre.
1. London Calling
2. Armagideon Time

## Riconoscimenti
Nel novembre 2004, Rolling Stone posizionò London Calling alla quindicesima posizione della lista delle 500 migliori canzoni di sempre.
Nel 2009 Bruce Springsteen ne ha fatto una rilettura in apertura per il suo concerto all'Hard Rock Calling a Londra (l'album live tratto da quell'esperienza si chiama appunto London Calling)

## Classifiche
| Classifica                       | Posizione più alta | Data         |
| -------------------------------- | ------------------ | ------------ |
| Regno Unito                      | 11                 | 1979         |
| U.S. Billboard Club Play Singles | 30                 |              |
| Irlanda                          | 16                 | gennaio 1980 |
| Regno Unito                      | 46                 | 1988         |
| Regno Unito                      | 64                 | 1991         |
| Irlanda                          | 18                 | giugno 1991  |
| Nuova Zelanda                    | 23                 | 1979         |
| Svezia                           | 30                 | 1979         |

## Formazione
- Joe Strummer — voce, chitarra ritmica
- Mick Jones — chitarre elettriche, cori
- Paul Simonon — basso, cori
- Topper Headon — batteria, percussioni

Crediti
- Guy Stevens — produttore

## Cover
La canzone è stata reinterpretata da molti artisti, fra i quali:
- The Pogues, nel Live at The Town & Country Club St Patricks Day del 1988
- Bob Dylan nel 2005
- Bruce Springsteen & the E Street Band all'Hard Rock Calling del 2009
- I Red Hot Chili Peppers, in alcuni live, hanno utilizzato l'inizio di London Calling come introduzione di Right On Time